# Harmoniorkester
Et harmoniorkester består af messing- og træblæsere samt slagtøjsinstrumenter. Der er 40-50 musikere i et velbesat harmoniorkester.
- Træblæsergruppen består af tværfløjter, oboer, klarinetter, saxofoner og fagotter.
- Messingblæsergruppen består af trompeter/cornetter, tromboner (trækbasuner), valdhorn, althorn, tenorhorn, barytonhorn, euphonium og tubaer.
- Slagtøjsgruppen spiller på pauker, lilletromme, stortromme, bækken, woodblocks, klokkespil, xylofon, vibrafon, marimba og rørklokker, men mange andre slags slagtøjsinstrumenter bruges – alt fra trommesæt og latinamerikansk percussion til lydeffekter som piskesmæld eller sandpapir.

Navnet harmoniorkester kommer af, at blæserne i det tidlige (symfoni)orkester havde funktionen at lægge harmoni (=akkorder) til den ellers strygerdominerede klang. Et orkester bestående af blæsere alene blev derfor til harmoniorkester. I stedet for de melodiførende violiner er det i harmoniorkesteret typisk 1. kornet, 1. klarinet, 1. altssaxofon eller 1. obo, der er melodiførende. Især klarinetgruppen varetager den funktion, som strygerne har i symfoniorkesteret.
Repertoiret for harmoniorkestret er for en stor del underholdningsmusik, marcher og transskriptioner af symfonisk musik, operaouverturer og lignende, men der er også skrevet betydelige originalværker for besætningen, ikke mindst af engelske og amerikanske komponister.
Harmoniorkester hedder på engelsk concert band, og den betegnelse har vundet indpas i Danmark.

## Historie
I Danmark findes kun et enkelt professionelt harmoniorkester: Den Kongelige Livgardes Musikkorps. Det omfattede ved grundlæggelsen i 1658 kun trommer og fløjter, men blev kort efter udvidet og har siden begyndelsen af 1800-tallet været et fuldt besat klassisk harmoniorkester (dvs. uden sax-gruppe). Korpset optræder ved statsbesøg og andre begivenheder i kongehuset og ledsager ofte vagtparaden gennem København. Desuden afholdes flere offentlige koncerter rundt i landet, ofte med indbudte solister.
Harmoniorkesterformen er særligt udbredt inden for militærmusikken og i amatørsammenhæng. Den etableredes i takt med 1800-tallets udvikling af blæseinstrumenternes spilleteknik med ventiler og klapper til kromatisk spil og med fremkomsten af de blødere klingende messinginstrumenter (flygelhorn, kornet, tuba), som skabte mulighed for efterligning af det romantiske symfoniske klangideal. Saxofonen blev først opfundet i 1840'erne, så den kunne først inkorporeres sent.
Ud over militæret har andre som en del af virksomhedskulturen oprettet orkestre for de ansatte. Det være sig postorkestre, fængselsorkestre, jernbaneorkestre, værftsorkestre og glasinstrumentorkestre. Og mange piger og drenge har fået deres musikalske opdragelse i garder, fx FDF-orkestre, Tivoli-Garden, Danehofgarden i Nyborg, Bornholmergarden, Prins Jørgens Garde i Vordingborg og Odense Pigegarde.
Flere harmoniorkestre spiller en stor rolle i deres lokalområder, hvor de har skabt tradition for store nytårskoncerter, velgørenhedskoncerter mv. Til disse koncerter spilles ud over det traditionelle repertoire ofte rock, musical- og big band-musik sammen med kendte solister.

## Danske harmoniorkestre
De eneste professionelle harmoniorkestre i Danmark er Den Kongelige Livgardes Musikkorps og Tivoli-Garden. Men derudover findes en lang række amatør-harmoniorkestre. Blandt de bedste amatørorkestre i Danmark – som regelmæssigt har deltaget eller deltager i DAO's Danmarksmesterskab i 1. division – er Harmoniorkesteret APO, Lyngby-Taarbæk Harmoniorkester, Rødovre Concert Band, Nesa Concert band og Greve Harmoniorkester. 
Andre harmoniorkestre:
- Københavns Brandvæsens Orkester
- Harmoniorkesteret Conductor
- HOT - Harmoniorkesteret Tårnby
- Herlev Concert Band
- Københavns Harmoniorkester
- Københavns Kommunes Skoleorkester (KKSO)
- Københavns Post-Orkester
- Køge Byorkester
- Musikkorps København
- Nyborg Harmoni Orkester
- Nyk Sjælland Stadsorkester
- Svogerslev Harmoniorkester
- Harmoniorkestret Tonica
- Østersø Orkestret
- Aarhus Postorkester
- Holbæk Gardens Harmoniorkester
- Vejen Gardens Harmoniorkester